# Moscowa
Moscowa is een begraafplaats en crematorium in de Nederlandse stad Arnhem. De naam is afgeleid van de boerderij "Moskowa" (met een "k") die direct naast de begraafplaats is te vinden. Het terrein was in eerste instantie acht hectare groot, maar werd een aantal keren uitgebreid tot de huidige dertig hectare: er zijn tussen de veertig- en vijftigduizend mensen begraven, in ongeveer twintigduizend graven.

## Geschiedenis
De boerderij Moskowa was een ontginningsboerderij en werd in 1847 gebouwd door Hendrik Jacob Carel Jan baron van Heeckeren van Enghuizen, die tevens het landgoed Sonsbeek kocht in 1821.
In 1837 kwam het onderwerp van een begraafplaats buiten de bebouwde kom voor het eerst ter sprake in de Arnhemse gemeenteraad: tot dan toe werd gebruikgemaakt van de begraafplaats "Onder den Linden", maar de bevolking voelde weinig voor dit plan. In 1864 werd het joodse deel van de begraafplaats aangelegd, maar pas in 1876 vond de eerste begrafenis plaats. In 1934 werd er een nieuw gedeelte aan de andere zijde van de weg toegevoegd, naar ontwerp van Dhr. Meier, die het grondplan vormgaf als een "vlinder met uitgeslagen vleugels".
In 1968 werden op de begraafplaats een algemene en een rooms-katholieke aula gebouwd, waarvan de glas-in-loodramen werden ontworpen door de graficus Jan van Doorn (1911-1993). 
In 1974 werd Moscowa uitgebreid met een crematorium, waarin jaarlijks ongeveer 1500 crematies plaatsvinden. Er zijn diverse strooivelden, een columbarium en urnengraven. Daarnaast is het mogelijk de as van de overledene te verstrooien op een graf, of in een graf bij te zetten.
In het verleden stond op de begraafplaats ook een lokaal voor de schijndoden.
In 2014 is in de monumentale Boerderij 'Moskowa' een kleinschalig uitvaartcentrum gerealiseerd. Nabestaanden kunnen hier op ieder gewenst moment afscheid nemen van hun dierbare. Evenals crematorium Moscowa is het uitvaartcentrum onafhankelijk en is het voor iedereen mogelijk gebruik te maken van dit gemeentelijk monument.

### Mausoleum
Moscowa kent als een van de weinige begraafplaatsen in Nederland een mausoleum, dat centraal in het oude gedeelte gebouwd is. Het mausoleum behoort toe aan de familie van Wageningen-Romein die te Arnhem woonde op het Landgoed Rosorum en het is gebouwd uit hardsteen in 1895 of 1905. Het wordt gekenmerkt door classicistische invloeden: de originele deuren zijn vervangen, maar het hekwerk met palmetmotieven staat er anno 2009 nog steeds.

## Bekende personen die op Moscowa zijn begraven
- Sjaak Alberts - voetballer
- Cornelis Beets - beeldhouwer, predikant en schilder
- Carel Beke - (kinderboeken)schrijver
- Henk Bosveld - voetballer
- Cornelis van den Bussche - politicus en minister
- C.C.S. Crone - schrijver
- Ien Dales - politica en minister
- Philip van Dijk - voetballer en militair arts
- Willem Hendrik Dullert - advocaat en politicus
- Jacques Coenraad Hartogs - zakenman
- Annie van der Heide-Hemsing - beeldhouwer
- Bernardus Hermanus Heldt - vakbondsleider en politicus
- Louis Maximiliaan Hermans - uitgever, politicus
- Antoon van Hooff - oud-directeur Burgers Zoo
- Gerrit Horsten - voetballer en trainer
- D.C. Lewis - zanger
- Clément van Maasdijk - luchtvaartpionier
- Willem de Meijier - predikant en politicus
- Theodorus Niemeijer - tabaksfabrikant
- Gerrit Cornelis van Niftrik - theoloog, hoogleraar
- Ad Ploeg - politicus
- Ludolph Anne Jan Wilt Sloet van de Beele - jurist, politicus
- Dirk Troelstra - dichter en propagandist, broer van Pieter Jelles Troelstra
- Johannes Anthonie de Visser - minister, politicus
- Tata Mirando - Lid van een bekende muzikale Sintifamilie

## Bekende personen die op Moscowa zijn gecremeerd
- Pierre Beek - zanger en bassist
- Rie de Boois - politica, biologe
- Edmond Classen - acteur
- Jean Dulieu - schrijver en tekenaar
- Wim Kan - cabaretier
- Frans de Munck - voetbalkeeper
- Johan Schmitz - acteur
- Bennie Hofs - voetballer
- Theo Bos - voetballer en trainer
- Jurrie Koolhof - voetballer en trainer